# Вјечита ноћ
Вечита ноћ је криминалистички роман Агате Кристи који је први пут објављен у Великој Британији од стране издавачке куће "Collins Crime Club" 30. октобра 1967. и у САД од стране издавачке куће "Dodd, Mead and Company" следеће године. Издање у Великој Британији коштало је осамнаест шилинга, а у САД 4,95 долара. Био је један од њених омиљених дела и добио је неке од најтоплијих критика у својој каријери након објављивања.

## Етимологија
Назив дела потиче од песме Вилијама Блејка “Знамења Недужности”
- Сваке Вечери и сваког Јутра
- Неки се рађају за Јад.
- Сваког Јутра и Сваке Вечери
- Неки се раћају за Слатке Ужитке,
- Неки се раћају за Слатке Ужитке,
- Неки се рађају за Вјечиту Ноћ.

## Радња
Прича почиње тако што двадесетдвогодишњи Мајкл Роџерс прича читаоцу о времену које је провео као возач и како је упознао архитекту Рудолфа Сантоникса. Планира да једног дана изгради кућу уз помоћ Сантоникса. Мајк је ипак сиромашан па не може приуштити да унајми Сантоникса да изгради кућу коју жели. Мајкл објашњава да је он „камен који се котрља“. Није задовољан тиме што ради само једну ствар и тако је током година држао много различитих послова. Једног дана жели да се скраси у својој кући из снова са својом женом из снова, али за сада не може да замисли да се скраси.
Мајк је једног дана шетао сеоским путем у близини имања "Циганског имања" и тада се заљубио у земљиште. Он машта о томе како ће једног дана тамо изградити кућу са женом коју воли. Радознао да види каква је аукција, он одлази на лицитацију за имање. Неколико људи занима да га купи, али понуда није била довољно висока и нико на крају није добио имовинска права. Мајкл сумња да је то због наводног ромског проклетства над имањем.
Док је вребао на терену, Мајк случајно упознаје Фенелу (Ели) Гутеман, богату наследницу која жели да побегне из свог света снобистичких пријатеља, просјачких рођака и рестриктивних финансијских саветника. Она се представља као Фенела "Гудмен", не желећи да он зна њен прави идентитет као наследнице. Прилично се слажу и делује као љубав на први поглед. Он са њом дели свој сан о поседовању хектара и она изгледа да узвраћа и подстиче ту замисао. Ели такође помиње своју љупку унајмљену сапутницу, Грету Андерсен. Очигледно, Грета јој се понаша као најбоља другарица већ неколико година и описује се као веома делотворна. Чини се да је Мајк невероватно љубоморан на њихову блиску везу упркос томе што никада раније није срео Грету.
Мајк затим виђа Ели у наредних неколико недеља пре него што је она морала да путује у иностранство на свој двадесет први рођендан. Док Ели није била ту, Мајкл је открио да је имовина коју жели коначно купљена. Такође се враћа кући своје мајке да од ње тражи новац да ожени Ели. Сасвим је јасно да он не воли своју мајку ни она њега. Стање изгледа као да она једноставно не одобрава његов спонтани начин живота, али Мајкл тврди да га његова мајка добро познаје. Он одлази без новца.
Када се Ели вратила, она открива Мајку да је она у ствари једна од најбогатијих жена у Америци и да је она била особа која је купила "Циганско имање". Она жели да се уда за њега и испуни његов сан да тамо изгради прелепу кућу. Чак јој не смета да напусти свој дом и породицу у Америци да би се због њега преселила у Енглеску. Њихов брак је мали догађај без велике помпе, иза леђа њене породице. Мајкл је сиромашан и Ели се плаши да га њена породица не би одобрила. Била је у праву, а када су сазнали, уопште им се није свидео Мајк. Чак су отпустили Грету јер је помогла у организовању тајног брака. Без обзира на то, Ели одбија да напусти Мајкла.
Када су се венчали, они су ангажовали Сантоникса да им изгради вилу на хектару. Пошто је завршена, Сантоникс је напоменуо да ће ово вероватно бити последња кућа коју је икада изградио због свог лошег здравља. У ноћи када су се уселили, неко им је камен бацио кроз прозор, говорећи им да напусте хектар. Ели је била потресена догађајем, али не толико да би пожелела да се сели. Ели се залаже за замисао да позове Грету да живи са њима на имању јер се осећа лоше што је добила отказ, али Мајклу се та замисао не свиђа.
Мајк и Ели откривају малу нишу у близини литица на свом имању. Они то поправљају и тамо праве малу глупост, али никоме не говоре о томе, користећи га као тајно место за бекство само за њих.
Новопечени пар наредних неколико недеља проводи у сусрету са сељанима. Мајор Филпот се истиче као човек богат земљом, али не и новцем, виђен као „бог“ села: Он се зближава са Мајклом. Клаудија Хардкасл је још једна позната сељанка. Она јаше коње и постаје добра пријатељица Ели. Почињу да редовно заједно јашу коње. Ели открива да иако је природно надражују коњи, она узима таблете да смири надражаје пре јахања. Она их нуди Клаудији коју такође благо надражују. Касније се открива да је Клаудија Сантониксова полусестра и да је некада била удата за једног од Елииних заступника Стенфорда Лојда.
У међувремену, стара циганка госпођа Ли наставља да упозорава Мајка и Ели на клетву и упућује их да напусте кућу коју су изградили. Ели постаје све опрезнија према њој, толико да Мајкл одлази у полицијску испоставу да се распита за госпођу Ли. Од тамошњег службеника сазнаје да је у прошлости госпођа Ли била подмићивана новцем како би плашила друге становнике. Мајк се пита да ли неко то поново ради.
У међувремену, на Елину велику жалост, њена америчка породица одбија да је остави на миру. Њена маћеха Кора се чак преселила у Енглеску да би била у истој земљи као она. Елини заступници су такође у сталној вези са њом. Неки од њих тврде да је то зато што је крхка и треба да је заштите јер има лоше срце. Њен главни заступник господин Липинкот (Ели познат као 'Чика Ендру') посебно је забринут због њеног брака са Мајклом.
Када је Ели повредила скочни зглоб, постао јој је потребан неко да се брине о њој и она коначно убеђује Мајкла да пусти Грету да остане са њима. Ели почиње да брине за Мајкла и Грету јер изгледа да се не воле баш, па чак и једне ноћи упадају у веома жестоку свађу.
Мајклова мајка долази да их посети на "Циганском имању". Ели ју је посетила само једном раније, а да није рекла Мајклу јер је он јасно ставио до знања да не жели да се његова мајка и Ели сретну. Мајкл се разбеснео када му је мајка рекла да су се две жене среле иза његових леђа. Ели сматра да је његов бес радознао.
Једног дана, као и обично, Ели је ујутро отишла на јахање. Отишла је сама јер је Клаудија тог дана отишла у куповину са Гретом на продајним местима. Пре него што је отишла, Мајк је позвао Ели на ручак касније са њим и мајором Филпотом. Она прихвата њихов позив. Мајк затим одлази у град са мајором Филпотом и присуствује аукцији за разне предмете. Пошто је сада богат, може да приушти шта год жели и надмашује неколико других да би купили мали поклон за Ели. Након аукције, њему се учинило да је видео двоје људи који личе на Клаудију и једног Елиног заступника како пролазе колима. Сматра да је то чудно пошто је Клаудија требало да буде у куповини, а заступник у Америци.
Док је био на ручку са мајором Филпотом, Мајк почиње да брине о чињеници да им се Ели још није придружила. Није дошла на ручак са Мајком и Филпотом. Када се Мајк јавио на "Циганском имању", сазнаје да се она још није вратила са јутарњег јахања са ког је требало да се врати до ручка. Мајк и Филпот претражују шуму око куће. На крају, Мајк открива њено мртво тело без видљивих повреда. Месна полиција утврђује да је Ели умрла од потреса када је бачена са коња. Јавило се неколико сведока који тврде да су видели неку жену у шуми у исто време када је Ели јахала коња. На основу овога, власти верују да је госпођа Ли намерно уплашила коња и случајно убила Ели, не знајући да има срчано обољење.
На увиђају је откривено да је у ниши пронађен златни упаљач са словом "К". Може да припада или Клаудији Хардкасл, Елиној сапутници у јахању, или Елиној маћехи Кори. Истрага је ипак остала непотпуна због чињенице да се госпођа Ли не појављује на суду. Госпођа Ли се сматра несталом.
Након истраге, Мајкл путује у Америку да би присуствовао Елиној сахрани са породицом и прикупио наследство. Док је био тамо чуо је да је госпођа Ли пронађена мртва у каменолому, а Клаудија Хардкасл је такође умрла док је јахала коња. Пита се да ли то може бити случајност.
Од господина Липинкота, он такође званично сазнаје да је Клаудија некада била удата за Стенфорда Лојда, још једног од Елиних заступника (онај са којим је мислио да ју је видео тог дана). Господин Липинкот пита Мајка да ли је икада познавао Грету пре него што је упознао Ели. Мајкл каже не. Господин Липинкот каже да има писмо за Мајкла, али да ће га послати поштом како би га добио када се врати у Енглеску.
Пре повратка у Енглеску, Мајк одлази да посети Сантоникса на самртној постељи у Калифорнији, а његово здравствено стање се погоршало током романа. Пре него што је умро, Сантоникс је рекао: „Требало је да идеш другим путем!“ Осећајући се узнемирено због овога, Мајк се враћа у Велику Британију морем и добија времена да размисли.
Када се коначно вратио кући из снова, Мајкл отвара врата да се придружи својој жени из снова: Грети Андерсен. Он открива како су се он и Грета срели у Хамбургу у - у причи - неоткривено време, али то се догодило када је Грета већ радила за Ели, што значи негде у последње четири године. Заљубили су се и касније пошто је Мајк чуо да је "Циганско имање" стављено на продају, смислили су план да узму Елин новац. Грета је то поправила како би Ели упознала Мајкла на дан продаје "Циганског имања". У стварности, он је већ тачно знао ко је Ели. Мајк и Грета су се претварали да се не познају и чак да се мрзе да нико не би посумњао у њих. Планирали су да се венчају и поделе Елино богатство када је не буде било, а званична прича је да су обоје били јако блиски са Ели да нико други није могао да разуме њихов губитак сем њих двоје.
У стварности, убили су Ели цијанидом, стављајући га у њене капсуле против надражаја које је узела пре јахања. Мајк је био тај који је платио госпођи Ли да плаши Ели и изазове сумњу у објашњњењ срчаног потреса и могуће проклетство. Да би уклонили госпођу Ли као сведока, Мајкл и Грета су је гурнули у каменолом. Клаудија Хардкасл је случајно отрована пошто је пронашла и узела неке од Елиних таблета у ниши. Она је била та која је случајно оставила упаљач. Такође се подразумева да је Сантоникс, с обзиром на своју близину са Мајком током лажног удварања и брака, био сумњичав према Мајковим правим намерама.
Мајкл и Грета славе оно што су урадили, али када је Мајкл отворио писмо господина Липинкота, био је ужаснут када је нашао стари исечак из новина који приказује њега и Грету у Хамбургу. Постао је параноичан што сви знају заплет који су он и Грета формулисали. Почиње да пада, што је погоршано чињеницом да је видео Ели напољу пре него што је ушао у кућу. Грета покушава да га увери да то није ништа, али, у налету психотичног беса, он дави Грету.
Убрзо након тога долази полиција и месни лекар чије сумње је изазвала смрт Клаудије Хардкасл. Проналазе га како седи са Гретиним лешом и полако губи разум.
Откриено је да је пошто је Мајк ухапшен желео да запише целу причу из своје перспективе. Роман је извештај који је написао Мајк. Затим препричава све лоше ствари које је учинио. Као дете удавио је друга у бари да би му украо сат. Као млада одрасла особа, након пљачке, избо је другог друга на смрт да би му украо новац. Увек је мрзео своју мајку јер је мислио да му је сумњива. Она је била једина особа (можда осим Сантоникса) која је могла да види кроз њега. Због тога је био љут што је Ели упознала његову мајку: бринуо се да би јој мајка могла открити његову праву личност.
Пита се да ли је икада могао да буде срећан са Ели и зашто је пропустио своју прилику са њом. Пита се да ли ју је икада волео. Роман се ту завршава.

## Ликови
Следе појединости о ликовима засновани су на изворном роману. Позадина и имена варирају са различитим међународним екранизацијама заснованим на цензури, културним нормама итд...
- Мајкл Роџерс: 'котрљајући камен' који се пребацује са посла на посао. Мајкл крије мрачне тајне иза своје ноншалантне спољашности.
- Фенела Роџерс (девојачко Гутеман): често звана Ели, она је слатка наследница која се бави послом.
- Грета Андерсен: Елина скандинавка, плава сапутница са склоношћу за аранжирање и микроменаџмент.
- Клаудија Хардкасл: млада жена у селу која дели Елину страст према јахању.
- Кора ван Стивесант: Елина маћеха, неколико пута разведена, потпуно непријатна жена од отприлике четрдесет година која се удала за Елиног оца због новца.
- Ендру Липинкот: Елин старатељ и старатељ, Бостонац без икаквог нагласка који се љути на Гретин 'утицај' на Ели.
- Естер Ли: сеоска циганка која ужива да плаши људе, посебно када је новац у питању.
- Стивен Лојд: бивши муж Клаудије Хардкасл и један од Елиних повереника.
- Френк Бартон: Елин теча, човек који позајмљује, али не враћа.
- Рудолф Сантоникс: перфекционистички архитекта који 'гледа кроз тебе' и 'види право кроз другу страну'. Мајклов другар из времена када је био таксиста. Полубрат Клаудије Хардкасл.
- Мајор Филпот: сеоски 'бог' који постаје Мајклов добар пријатељ.
- Госпођа Роџерс: Мајклова мајка, једна од ретких људи који га добро познају. Напорно је радила да би свом сину стекла одговарајуће образовање пошто је њен муж био лош узор и алкохоличар.

## Књижевни значај и пријем
Роман је објављен 1967. Кристијева је касније рекла да је своје књиге обично писала за три до четири месеца, а Вечиту ноћ је написала за шест недеља. Роман је посвећен „Нори Причард од које сам први пут чула легенду о Циганском имању“. Нора Причард је била бака Метјуа, јединог унука Кристијеве. Циганско имање је било поље које се налази на велшкој мочвари. Књижевни додатак Времена од 16. новембра 1967. каже: „Заиста је смело од Агате Кристи да пише у лику дечака из радничког сталежа који се жени сиромашном малом богатом девојком, али у пријатно готичкој причи о циганским упозорењима она доноси све заједно са финим мелодраматичним завршним обртом."
Часопис Чувар је у свом издању 10. новембра 1967. објавио похвалну рецензију Френсиса Ајлса (Ентони Беркли Кокс) који је рекао: „Стара маестрина крими-романа (или шта год да је жена 'маестра') извлачи још једну из себе неисцрпна торба са Вечитом ноћи, сасвим другачијег тона од њеног уобичајеног рада. Немогуће је много рећи о причи а да се не одају кључне тајне: довољно да упозори читаоца да ако мисли да је ово романса не може бити више грешком, а крах, да не кажем ужасна неизвесност на крају је можда најразорнија коју је ова изненађујућа ауторка икада изазвала."
Морис Ричардсон из часописа Посматрач 5. новембра 1967. почела је текст на следећи начин: „Она поново мења свој стил и одлучно и прилично напето покушава да буде са њим“. Завршио је: „Нећу одати ко кога убија, али неизвесност се наставља до краја и нови полу-чврст, аеродинамичан стил госпођице Кристи заиста долази до изражаја. Следеће ће носити црне кожне панталоне, ако их већ не носи". Песникиња и романописац Стиви Смит одабрала је роман за једну од својих књига године у броју истих новина из 10. децембра 1967. када је рекла: „Ове године (и сваке године) углавном читам Агату Кристи. Могла би да напише више о томе шта она ради за једну на путу подизања тежине, и тако даље."
Роберт Барнард: „Најбољи од касних Кристиних романа. Радња је мешавина образаца коришћених у Акројду и Нилу (запазите сличности у опхођењу америчких заступника наследнице и јунакиње у Нилу и овде, што указује да је читала поново). Убиство се дешава веома касно па стога централни део делује неуредно, чак и романескно (сиромашна мала богаташа, циганска клетва, итд.). Али све је оправдано закључком. Сјајно касно цветање."

## Прилагођавања

### Филм
Године 1972. Сидни Гилијат је режирао филмску екранизацију у којој су глумили Хејли Милс, Брит Екланд, Пер Оскарсон, Хајвел Бенет и Џорџ Сандерс (који је извршио самоубиство пре изласка филма). Филм је добио различите критике, а након неуспешног приказивања у Великој Британији, није био приказан у биоскопима у Сједињеним Државама.
Кристијева је у почетку била задовољна Гилијатовим учешћем и избором глумаца. Међутим, била је разочарана готовим производом, назвавши га „лабавим“. Такође је изразила своје резерве према филму који садржи кратак голи призор са Екландовом на крају.

### Телевизија
Иако се у књизи не појављује госпођица Марпл, кратка прича чији је наставак (Случај пазикуће) првобитно је била прича о госпођици Марпл. Роман је екранизован као епизода ђесте сезоне серије Марпл у којој глуми Џулија Мекензи. Прво је емитована на аргентинском Film&Arts-у у среду 20. новембра, аустралијском АБЦ-у у недељу 22. децембра 2013. и емитован на ИТВ-у у недељу 29. децембра 2013. Ова екранизација Кевина Елиота остала је прилично верна књизи, иако, поред додавања госпођице Марпл, именује пријатеља из детињства којег је Роџерс убио због ручног сата са као брата архитекте који се не појављује у роману. Архитекта (по имену Роби Хејман у овој ТВ екранизацији) на крају пали кућу коју је израдио за Роџерса пошто је открио братов сат у фиоци Роџерсовог радног стола.
Француска екранизација у оквиру телевизијске серије Мала убиства Агате Кристи планирана је за 2021. годину.

### Радио
Вачита ноћ је представљена као једночасовна радио драма у суботњем позоришту на ББЦ Радију 4 30. августа 2008. у 14:30. Представа је снимљена у Broadcasting House-у и имала је изворну музику коју је компоновао Николај Абрахамсен.

### Графички роман
Издавачка кућа HarperCollins прилагодила је роман у графички роман 3. новембра 2008. године, а прилагодио га је Франсоа Ривије, а илустровао Френк Леклер ( 0-00-727533-1).

## Године издања
- 1977, Глобус (Загреб) Југославија, тврди повез, број страна 279, превод Ингеборг Бекл, библиотека “Дјела Агате Кристи”
- 1984, Глобус (Загреб) Матица српска (Нови Сад) Југославија, тврди повез, број страна 279, превод Ингеборг Бекл, библиотека “Дјела Агате Кристи”
- 2006, Народна књига и политика (Београд) Србија, меки повез, број страна 230, превод Милан Сечујски, библиотека ”Бестселер књига број 169”

Прво издање ове књиге у свету је изашло 30. октобра 1967. у Лондону.